# 赫里霍里夫卡 (布羅瓦雷區)
50°16′59″N 31°39′49″E / 50.28306°N 31.66361°E
赫里霍里夫卡（烏克蘭語：Григорівка）是位於烏克蘭北部的村莊，由基辅州布羅瓦雷區的貝雷贊市鎮負責管轄。該村始建於1950年，面積2.23平方公里，海拔高度127米，2008年人口520，人口密度每平方公里233.2人。